# Соломина (стебель)
Соломина (лат. culmus) — тип стебля, характерный для злаковых растений. Обычно такой стебель имеет цилиндрическую форму, часто внутри полый, в местах прикрепления листьев может образовывать вздутия. В большинстве случаев в строении соломины хорошо выделяются узлы и междоузлия. Некоторые злаки имеют сплошные стебли, как например Кукуруза (Zea). Проводящие пучки и механическая ткань расположены по периферии соломины, что обеспечивает её высокую прочность на изгиб. Стебли некоторых злаковых, являющиеся типичной соломиной, могут одревесневать и достигать огромных размеров, как например у бамбуков.